# Indigofera manyoniensis
Indigofera manyoniensis är en ärtväxtart som beskrevs av Baker f. Indigofera manyoniensis ingår i släktet indigosläktet, och familjen ärtväxter. Inga underarter finns listade i Catalogue of Life.